# Leucophanes recurvum
Leucophanes recurvum là một loài rêu trong họ Calymperaceae. Loài này được Mitt. A. Jaeger mô tả khoa học đầu tiên năm 1873.